# ペイトン・バッテンフィールド
ペイトン・コール・バッテンフィールド（Peyton Cole Battenfield, 1997年8月10日 - ）は、アメリカ合衆国オクラホマ州タルサ出身のプロ野球選手（投手）。右投右打。現在は、フリーエージェント（FA）。

## 経歴

### プロ入りとアストロズ傘下時代
2019年のMLBドラフト9巡目（全体286位）でヒューストン・アストロズから指名され、プロ入り。契約後、傘下のA-級トリシティ・バレーキャッツでプロデビュー。14試合（先発5試合）に登板して2勝1敗2セーブ、防御率1.60、46奪三振を記録した。

### レイズ傘下時代
2020年1月10日にオースティン・プルイットとのトレードで、カル・スティーブンソンと共にタンパベイ・レイズへ移籍した。また、この年はマイナーリーグがCOVID-19の影響で試合が開催されなかったため、公式戦の登板は無かった。
2021年はA+級ボーリンググリーン・ホットロッズとAA級モンゴメリー・ビスケッツでプレーした。

### ガーディアンズ時代
2021年7月30日にジョーダン・ルプロウ、D.J.ジョンソンとのトレードで、クリーブランド・インディアンス（2022年よりインディアンス→ガーディアンズへと改称）へ移籍した。移籍後は傘下のAA級アクロン・ラバーダックスでプレーし、移籍前を含めた3球団合計で21試合（先発19試合）に登板して7勝1敗、防御率2.53、131奪三振を記録した。
2022年はAAA級コロンバス・クリッパーズでプレーし、28試合に先発登板して8勝6敗、防御率3.63、109奪三振を記録した。
2023年の開幕もAAA級コロンバスで迎えた。4月10日にメジャー契約を結んでアクティブ・ロースター入りし、12日のニューヨーク・ヤンキース戦にて先発でメジャーデビュー（4.2回を2失点で勝敗付かず）。8月31日にDFAとなった。

### メッツ傘下時代
2023年9月2日にウェイバー公示を経てニューヨーク・メッツへ移籍し、傘下のAAA級シラキュース・メッツへ配属された。オフの11月6日にFAとなった。

## 投球スタイル
制球力に優れ、90mph台前半の速球とカッターを主体としている。

## 詳細情報

### 年度別投手成績
| 年 度    | 球 団    | 登 板 | 先 発 | 完 投 | 完 封 | 無 四 球 | 勝 利 | 敗 戦 | セ 丨 ブ | ホ 丨 ル ド | 勝 率 | 打 者 | 投 球 回 | 被 安 打 | 被 本 塁 打 | 与 四 球 | 敬 遠 | 与 死 球 | 奪 三 振 | 暴 投 | ボ 丨 ク | 失 点 | 自 責 点 | 防 御 率 | W H I P |
| -------- | -------- | ----- | ----- | ----- | ----- | -------- | ----- | ----- | -------- | ----------- | ----- | ----- | -------- | -------- | ----------- | -------- | ----- | -------- | -------- | ----- | -------- | ----- | -------- | -------- | ------- |
| 2023     | CLE      | 7     | 6     | 0     | 0     | 0        | 0     | 5     | 0        | 0           | .000  | 146   | 34.2     | 34       | 7           | 12       | 0     | 0        | 27       | 0     | 1        | 22    | 20       | 5.19     | 1.32    |
| MLB：1年 | MLB：1年 | 7     | 6     | 0     | 0     | 0        | 0     | 5     | 0        | 0           | .000  | 146   | 34.2     | 34       | 7           | 12       | 0     | 0        | 27       | 0     | 1        | 22    | 20       | 5.19     | 1.32    |

- 2023年度シーズン終了時

### 背番号
- 50（2023年）